# Проективный объект
Проективный объект — теоретико-категорное обобщение понятия проективного модуля.
Проективные объекты в абелевых категориях широко используются в гомологической алгебре.
Двойственными объектами к проективным являются инъективные объекты.

## Определение
Объект {\displaystyle P} в категории {\displaystyle {\mathcal {C}}} называется проективным если для произвольного эпиморфизма {\displaystyle e\colon E\twoheadrightarrow X} и морфизма {\displaystyle f\colon P\to X} существует морфизм {\displaystyle {\overline {f}}:P\to E} для которого {\displaystyle e\circ {\overline {f}}=f}, то есть диаграмма:
коммутативна.

## Свойства
- В локально малой категории {\displaystyle {\mathcal {C}}}, объект {\displaystyle P} является проективным только если функтор
{\displaystyle \operatorname {Hom} (P,-)\colon {\mathcal {C}}\to \mathbf {Set} }

сохраняет эпиморфизмы.
- Пусть {\displaystyle {\mathcal {C}}} — локально малая абелева категория. В этом случае объект {\displaystyle P\in {\mathcal {C}}} является проективным объектом если
{\displaystyle \operatorname {Hom} (P,-)\colon {\mathcal {C}}\to \mathbf {Ab} }

является точным функтором, где {\displaystyle \mathbf {Ab} } является категорией абелевых групп.
- Копроизведение двух проективных объектов является проективным объектом.[2]
- Ретракт проективного объекта является проективным.[3]

## Примеры
- Утверждение о том, что все множества является проективными объектами эквивалентен аксиоме выбора.

- Проективными объектами в категории абелевых групп являются свободные абелевы группы.

- Пусть {\displaystyle R} — кольцо с единицей. Рассмотрим (абелеву) категорию {\displaystyle {\mathcal {M}}_{R}} левых {\displaystyle R}-модулей. Проективными объектами в {\displaystyle {\mathcal {M}}_{R}} являются проективные левые R-модули. В частности {\displaystyle R} является проективным объектом в {\displaystyle {\mathcal {M}}_{R}.}